# أنثروبولوجيا متعددة الوسائط
الأنثروبولوجيا متعددة الوسائط هي مجال فرعي ناشئ من الأنثروبولوجيا الثقافية الاجتماعية يشمل البحث الأنثروبولوجي وإنتاج المعرفة عبر العديد من المنصات والممارسات الإعلامية التقليدية والجديدة بما في ذلك الأفلام والفيديو والتصوير الفوتوغرافي والمسرح والتصميم والبودكاست وتطبيقات الجوال والألعاب التفاعلية والشبكات الاجتماعية القائمة على الويب والفيديو الغامر بزاوية ٣٦٠:درجة والواقع المعزز. كما هو مميز في عالم الأنثروبولوجيا الأمريكي، فإن الأنثروبولوجيا متعددة الوسائط هي "أنثروبولوجيا تعمل عبر وسائط متعددة، ولكنها تشارك أيضا في الأنثروبولوجيا العامة والأنثروبولوجيا التعاونية من خلال مجال من المنصات الإعلامية المرتبطة بشكل تفاضلي" (كولينز وأثيتون وجيل). يشجع النهج متعدد الوسائط أيضا علماء الأنثروبولوجيا على إعادة النظر في الطرق التي يجرون بها أبحاثهم، وإيلاء اهتمام وثيق للدور الذي تلعبه مختلف تقنيات الوسائط والأجهزة الرقمية في حياة محاوريها، وكيف تعيد هذه التقنيات تعريف شكل العمل الميداني.

## خلفية تاريخية
الأنثروبولوجيا متعددة الوسائط ليست مفهوما جديدا. لقد كان جزءا أساسيا من البحث الأنثروبولوجي والعمل الميداني منذ الأيام الأولى للمجال كان علماء الأنثروبولوجيا يجربون أشكالا مختلفة من تقنيات الوسائط طوال القرن العشرين كلما واجهوا الحد من الإثنوغرافيا القائمة على النصوص. متعدد الوسائط هو مصطلح تم استخدامه عديدا منذ السبعينيات في تخصصات متنوعة مثل العلاج النفسي والصوتيات وعلم الوراثة والأدب والطب لتوصيف الأساليب المختلفة لإجراء البحث العلمي الذي ينطوي إلى حد ما على التفكير خارج الصندوق. في أوائل التسعينيات، استخدم السيميائيون المصطلحات لمناقشة أشكال الاتصال المختلفة عبر وسائل الإعلام المختلفة، بما في ذلك الوسائط الرقمية في نهاية المطاف.
أدى التقدم التكنولوجي في الجزء الأخير من القرن العشرين، وإمكانية الوصول إلى التصوير الفوتوغرافي وكاميرات الأفلام ومسجلات الصوت إلى ظهور الأنثروبولوجيا البصرية كتخصص فرعي مخصص لدراسة وإنتاج التصوير الإثنوغرافي والأفلام ووسائل الإعلام. بناء على هذا الإرث، تسعى الأنثروبولوجيا متعددة الوسائط إلى توسيع حدود الأنثروبولوجيا البصرية لدمج التقنيات الناشئة في القرن الحادي والعشرين بما في ذلك شبكات الهاتف المحمول ووسائل التواصل الاجتماعي ورسم الخرائط الجغرافية والواقع الافتراضي والبودكاست والتصميم التفاعلي، إلى جانب الأشكال التقليدية الأخرى للتعلم وإنتاج المعرفة مثل الفن والرسم التي غالبا ما يتم تهميشها داخل الأنثروبولوجيا البصرية، مثل الألعاب التفاعلية والمسرح والأداء والروايات المصورة والخيال العرقي والإثنوغرافيا التجريبية. كما اشار صموئيل كولينز وماثيو أثتون وهارجانت جيل في مقالهم التمهيدي "متعدد الوسائط: دعوة"، المنشور في عالم الأنثروبولوجيا الأمريكي، "الأنثروبولوجيا متعددة الوسائط لا تحاول - أو ترغب - في استبدال الأنثروبولوجيا البصرية. بدلا من ذلك، يسعى إلى تضمين الأشكال التقليدية للأنثروبولوجيا البصرية مع توسيع نطاق المجال في الوقت نفسه للانخراط في مجموعة متنوعة من أشكال الوسائط الموجودة اليوم."
في عام ٢٠١٨ ، نشرت مجلة التشابكات: تجارب في الإثنوغرافيا متعددة الوسائط لأول مرة، بهدف استكشاف الحقل الفرعي والنهوض به. المجلة متاحة عبر الإنترنت ومفتوحة الوصول وتشارك في تحريرها ميليسا نولاس وكريتوس فارفانتاكيس. في الافتتاحية، ذكر المحررون أننا "نهدف إلى التعامل مع بعض التحديات والأسئلة التي تطرحها الممارسة الإثنوغرافية المعاصرة متعددة الوسائط: ما هي المعرفة التي تولدها اللقاءات متعددة الوسائط والوسائط المتعددة؟ ما هي اللغات المتاحة للباحثين لوصف الجمع بين الأوضاع والوسائط المختلفة؟ ما هي الممارسات اليومية التي ينطوي عليها هذا التقارب والاختلافات؟ كيف يمكن وصف هذه اللقاءات نفسها؟"علاوة على ذلك، "غالبا ما يكون البحث محاولة لفصل التجارب اليومية، وتجارب محاورينا وكذلك لقاءاتنا معهم، والتعددية ليست استثناء هنا. تميل الأساليب التحليلية للعلوم الاجتماعية إلى خلق نظام بدافع التعقيد وتطلب منا تصنيف وتنظيم تجاربنا وبياناتنا في القضايا والموضوعات والروايات والخطابات. غالبا ما تضيع الواقع الفوضوي للممارسة، بأبعاده الحسية وألوانه العاطفية، في هذه العملية (انجولد ٢٠١١). ماذا لو استرشد بمنطق مختلف في مساعينا التحليلية والممارسة؟"